# Code pénal (Transnistrie)
Le Code pénal (russe : Уголовный кодекс), abrégé UK PMR (УК ПМР), est un code juridique regroupant l'ensemble des règles de droit pénal actuellement en vigueur en Transnistrie (officiellement, république moldave du Dniestr).

## Histoire
La législation pénale de Transnistrie a ses racines dans le droit soviétique. Entre 1991 et 2002, c'est le Code pénal de la RSS de Moldadie qui continue d'être utilisé dans l'État autoproclamé, n'étant pas encore assez mûr pour la création d'un système juridique indépendant, l'ancien système de la partie générale du droit pénal restant alors le fondement de la protection par l'État des valeurs humaines universelles. Le Code pénal transnistrien est adopté le 22 juillet 2002, faisant entrer la Transnistrie dans une nouvelle étape de son développement juridique. Il est depuis réadapté pour chercher à préserver l'identité et l'originalité de l'État transnistrien, en améliorant et en modifiant la partie générale du Code afin de l'adapter aux conditions de vie réelles du pays.

## Structure actuelle
| Hiérarchie | Subdivision | Intitulé en russe                                                                            | Traduction en français                                                              | Articles    |
| ---------- | ----------- | -------------------------------------------------------------------------------------------- | ----------------------------------------------------------------------------------- | ----------- |
| 1          | Partie 1    | Общая часть                                                                                  | Partie générale                                                                     | 1 - 103     |
| 1.1        | Section 1   | Уголовный закон                                                                              | Loi pénale                                                                          | 1 - 12      |
| 1.1.1      | Chapitre 1  | Задачи и принципы Уголовного кодекса приднестровской молдавской республики                   | Objectifs et principes du Code pénal de la république moldave du Dniestr            | 1 - 7       |
| 1.1.2      | Chapitre 2  | Действие уголовного закона во времени и в пространстве                                       | Application de la loi pénale dans le temps et dans l'espace                         | 8 - 12      |
| 1.2        | Section 2   | Преступление                                                                                 | Crime                                                                               | 13 - 41     |
| 1.2.1      | Chapitre 3  | Понятие преступления и виды преступлений                                                     | Définition du crime et types de crimes                                              | 13 - 17     |
| 1.2.2      | Chapitre 4  | Лица, подлежащие уголовной ответственности                                                   | Personnes soumises à la responsabilité pénale                                       | 18 - 22     |
| 1.2.3      | Chapitre 5  | Вина                                                                                         | Culpabilité                                                                         | 23 - 27     |
| 1.2.4      | Chapitre 6  | Неоконченное преступление                                                                    | Infractions inchoatives                                                             | 28 - 30     |
| 1.2.5      | Chapitre 7  | Соучастие в преступлении                                                                     | Complicité dans le crime                                                            | 31 - 35     |
| 1.2.6      | Chapitre 8  | Обстоятельства, исключающие преступность деяния                                              | Circonstances excluant la criminalité de l'acte                                     | 36 - 41     |
| 1.3        | Section 3   | Наказание                                                                                    | Peine                                                                               | 42 - 73     |
| 1.3.1      | Chapitre 9  | Понятие и цели наказания. Виды наказаний                                                     | Notion et objectifs de la peine, types de peines                                    | 42 - 58     |
| 1.3.2      | Chapitre 10 | Назначение наказания                                                                         | Attribution des peines                                                              | 59 - 73     |
| 1.4        | Section 4   | Освобождение от уголовной ответственности и от наказания                                     | Exonération de responsabilité pénale et de peine                                    | 74 - 85     |
| 1.4.1      | Chapitre 11 | Освобождение от уголовной ответственности                                                    | Exonération de la responsabilité pénale                                             | 74 - 77-1   |
| 1.4.2      | Chapitre 12 | Освобождение от наказания                                                                    | Exonération de la peine                                                             | 78 - 82-1   |
| 1.4.3      | Chapitre 13 | Амнистия. Помилование. Судимость                                                             | Amnistie, grâce, condamnation judiciaire                                            | 83 - 85     |
| 1.5        | Section 5   | Уголовная ответственность несовершеннолетних                                                 | Responsabilité pénale des mineurs                                                   | 86 - 95     |
| 1.5.1      | Chapitre 14 | Особенности уголовной ответственности и наказания несовершеннолетних                         | Spécificités de la responsabilité pénale et des peines pour les mineurs             | 86 - 95     |
| 1.6        | Section 6   | Принудительные меры медицинского характера                                                   | Mesures coercitives à caractère médical                                             | 96 - 103    |
| 1.6.1      | Chapitre 15 | Принудительные меры медицинского характера                                                   | Mesures coercitives à caractère médical                                             | 96 - 103    |
| 2          | Partie 2    | Особенная часть                                                                              | Partie spéciale                                                                     | 104 - 357   |
| 2.1        | Section 7   | Преступления против личности                                                                 | Crimes contre la personne                                                           | 104 - 153   |
| 2.1.1      | Chapitre 16 | Преступление против жизни и здоровья                                                         | Crimes contre la vie et la santé                                                    | 104 - 122   |
| 2.1.2      | Chapitre 17 | Преступления против свободы, чести и достоинства личности                                    | Crimes contre la liberté, l'honneur et la dignité de la personne                    | 123 - 127   |
| 2.1.3      | Chapitre 18 | Преступление против половой неприкосновенности и половой свободы личности                    | Crimes contre l'intégrité sexuelle et la liberté sexuelle de la personne            | 128 - 132   |
| 2.1.4      | Chapitre 19 | Преступление против конституционных прав и свобод человека и гражданина                      | Crimes contre les droits et libertés constitutionnels de la personne et du citoyen  | 133 - 145   |
| 2.1.5      | Chapitre 20 | Преступление против семьи и несовершеннолетних                                               | Crimes contre la famille et les mineurs                                             | 146 - 153   |
| 2.2        | Section 8   | Преступление в сфере экономики                                                               | Crimes dans le domaine de l'économie                                                | 154 - 202   |
| 2.2.1      | Chapitre 21 | Преступление против собственности                                                            | Crimes contre la propriété                                                          | 154 - 164-1 |
| 2.2.2      | Chapitre 22 | Преступление в сфере экономической деятельности                                              | Crimes dans le domaine de l'activité économique                                     | 165 - 198-5 |
| 2.2.3      | Chapitre 23 | Преступление против интересов службы в коммерческих и иных организациях                      | Crimes contre les intérêts du service dans les organisations commerciales et autres | 199 - 202   |
| 2.3        | Section 9   | Преступление против общественной безопасности и общественного порядка                        | Crimes contre la sécurité publique et l'ordre public                                | 203 - 270   |
| 2.3.1      | Chapitre 24 | Преступление против общественной безопасности                                                | Crimes contre la sécurité publique                                                  | 203 - 225   |
| 2.3.2      | Chapitre 25 | Преступление против здоровья населения и общественной нравственности                         | Crimes contre la santé publique et les mœurs publiques                              | 226 - 243   |
| 2.3.3      | Chapitre 26 | Экологические преступления                                                                   | Crimes écologiques                                                                  | 244 - 258   |
| 2.3.4      | Chapitre 27 | Преступления против безопасности движения и эксплуатации транспорта                          | Crimes contre la sécurité des transports et leur exploitation                       | 259 - 267   |
| 2.3.5      | Chapitre 28 | Преступления в сфере компьютерной информации                                                 | Crimes dans le domaine des informations informatiques                               | 268 - 270   |
| 2.4        | Section 10  | Преступление против государственной власти                                                   | Crimes contre le pouvoir de l'État                                                  | 271 - 327-1 |
| 2.4.1      | Chapitre 29 | Преступления против основ конституционного строя и безопасности государства                  | Crimes contre les fondements de l'ordre constitutionnel et la sécurité de l'État    | 271 - 280-1 |
| 2.4.2      | Chapitre 30 | Преступления против государственной власти, интересов государственной и муниципальной службы | Crimes contre le pouvoir de l'État, les intérêts du service public et municipal     | 281 - 289-1 |
| 2.4.3      | Chapitre 31 | Преступления против правосудия                                                               | Crimes contre la justice                                                            | 290 - 312   |
| 2.4.4      | Chapitre 32 | Преступления против порядка управления                                                       | Crimes contre l'ordre administratif                                                 | 313 - 327-1 |
| 2.5        | Section 11  | Преступления против военной службы                                                           | Crimes contre le service militaire                                                  | 328 - 348   |
| 2.5.1      | Chapitre 33 | Преступления против военной службы                                                           | Crimes contre le service militaire                                                  | 328 - 348   |
| 2.6        | Section 12  | Преступления против мира и безопасности человечества                                         | Crimes contre la paix et la sécurité de l'humanité                                  | 349 - 357   |
| 2.6.1      | Chapitre 34 | Преступления против мира и безопасности человечества                                         | Crimes contre la paix et la sécurité de l'humanité                                  | 349 - 357   |

## Particularités
En 2016, le Comité sur la législation, les organes chargés de l'application de la loi, la défense, la sécurité, les activités de maintien de la paix, la protection des droits et des libertés des citoyens du Conseil suprême approuve le projet de loi portant responsabilité pénale pour « la négation du rôle positif de la mission de maintien de la paix de la fédération de Russie en république moldave du Dniestr » et son inscription dans le Code pénal. Il s'agit de l'article 278-3.